# كرد كندي (تشالدران)
كرد كندي (بالفارسية: کردکندی) هي قرية تقع في أذربيجان الغربية في إيران. يقدر عدد سكانها بـ 507 نسمة بحسب إحصاء 2016.